# Zaglossus bartoni
L'echidna dal becco lungo orientale (Zaglossus bartoni Thomas, 1907) è un mammifero monotremo appartenente alla famiglia dei Tachiglossidi. Assieme alle altre due specie viventi del genere Zaglossus, questa echidna vive in Nuova Guinea.  In passato era considerata una sottospecie di Zaglossus bruijni.

## Descrizione
A differenza delle altre specie del genere le zampe anteriori sono dotate di cinque artigli e le posteriori ne hanno quattro. Il peso varia tra 5 e 10 kg, la lunghezza tra 60 e 100 cm: misure che ne fanno il più grande mammifero dell'ordine dei monotremi. 
Ha una folta pelliccia nera ed è priva di coda.

## Distribuzione e habitat

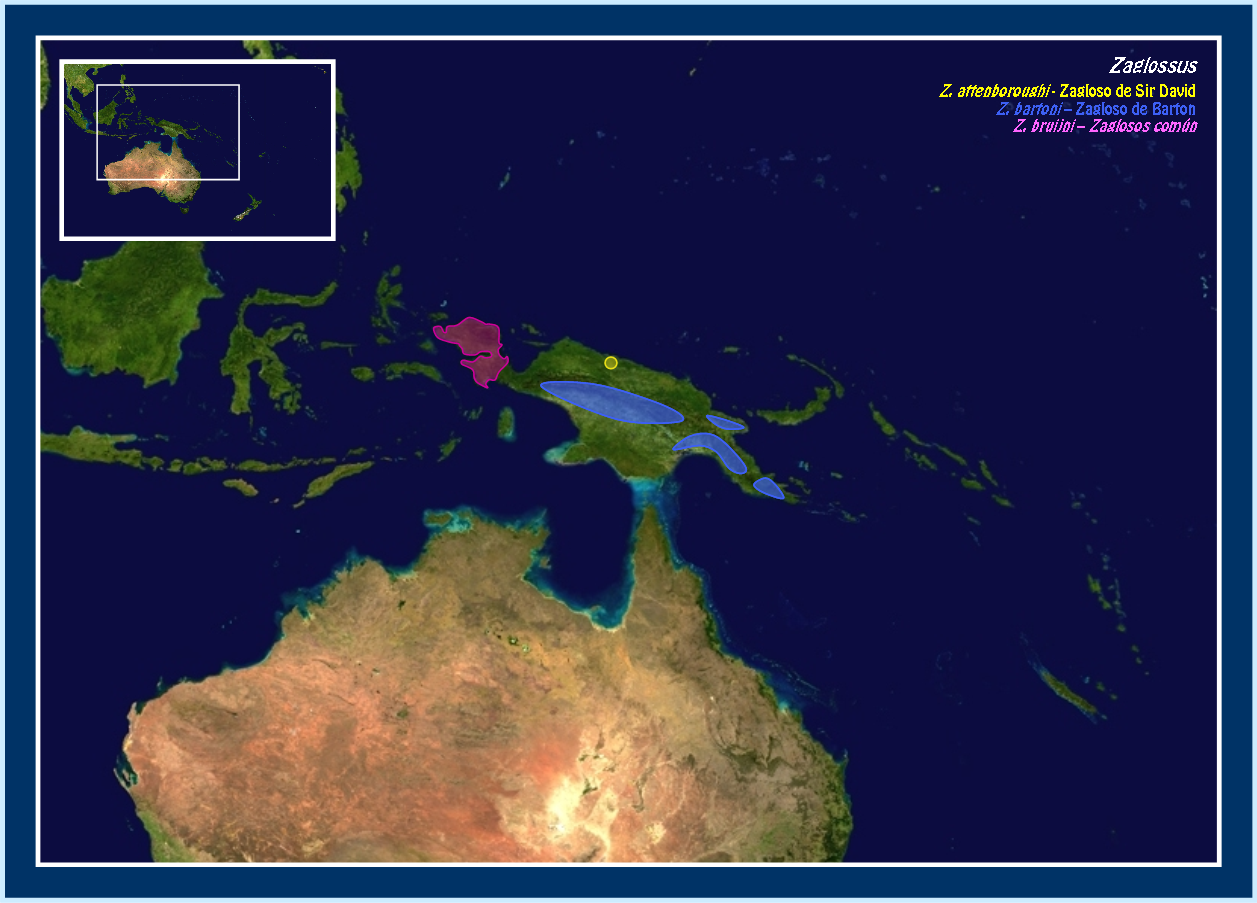
Areale (in blu) di Zaglossus bartoni

La specie è endemica dell'isola di Nuova Guinea, dove occupa zone ad altezza compresa tra 600 e 3200 m s.l.m.

## Biologia
Si nutre essenzialmente di vermi terrestri, che si procaccia scavando il terreno con le robuste unghie. La specie è diurna.

## Status e conservazione
La IUCN considera la specie  vulnerabile.